# کوآنزیم کیو ۱۰
کوآنزیم Q10، که به نام‌های دیگر همچون یوبی‌کینون، یوبی‌دکارِنون و کوآنزیم Q نیز شناخته شده و اختصاراً CoQ، CoQ10 و Q10 نوشته می‌شود، یک بنزوکینون است که در آن حرف Q به گروه شیمیایی کینون و عدد ۱۰، به تعداد زیرواحد شیمیایی ایزوپرنیل اشاره می‌کند. کوآنزیم کیوتن (CoQ10) که همچنین یوبی کینول به فرم احیا و یوبی کینون به فرم اکسید نیز نام دارد، اولین بار توسط Crane و همکارانش در سال 1957 در میتوکندری قلب گاو یافت شد.
CoQ10 یک آنتی اکسیدان داخل سلولی است که توسط اغلب سلول‌های بدن انسان ساخته می‌شود و همچنین می‌توان آن را از منابع غذایی نیز بدست آورد. به صورت کلی هر قدر سن فرد بیشتر می‌شود میزان تولید اندوژن کوآنزیم کیوتن نیز کاهش یافته و لذا باید از منابع غذایی حاوی این ماده بیشتر استفاده گردد.

بیشترین مقدار کوآنزیم کیوتن در گوشت گاو و بعد از آن در جوجه یافت می‌شود. مغز ها، کلم بروکلی آب پز و پرتقال نیز مقادیری از آن را دارا هستند.

## عملکرد
کوآنزیم Q10 ترکیبی است شبه ویتامینی و محلول در چربی که بدن برای سلامت خود به مقدار اندکی از آن احتیاج دارد. یوبی کینون در سلول یوکاریوتها و به ویژه در میتوکندری وجود دارد و جزئی از زنجیره انتقال الکترون و تولید انرژی در متابولیسم هوازی است. کوآنزیم Q10 آنتی اکسیدانی است که از صدمه دیدن سلول‌ها توسط رادیکال‌های آزاد (مواد شیمیایی بسیار واکنش‌پذیر) جلوگیری می‌نماید. چون در چربی انحلال پذیر است در ماهی چرب، گوشت گاو، سویا، بادام زمینی، و اسفناج یافت می‌شود. امروزه کاربرد کوآنزیم Q10 را در پیشگیری و درمان برخی از انواع سرطان و بیماری قلبی و برای تخفیف عوارض جانبی ناشی از برخی از درمان‌های سرطان بررسی می‌کنند. برای کوآنزیم کیوتن به عنوان یک آنتی اکسیدان که نقش ضد التهابی ایفا می‌کند، دو مکانیسم تاکنون تعریف شده‌است. مکانیسم اول آن است که از طریق کاهش بیان ژن فاکتور هسته‌ای کاپا بی NF-κB)) منجر به کاهش التهاب می گردد. NF-κB ترکیبی پروتیِنی است که در رونویسی DNA و تولید سایتوکاین‌های پیش التهابی به ویژه IL-6 و TNF-alpha نقش دارد. این فاکتور در برخورد با ROSها فعال شده و منجر به بیان سایتوکاین‌های پیش التهابی مذکور می گردد. CoQ10 با به دام انداختن رادیکال‌های آزاد و ROSها مانع از فعال‌سازی NF-κB شده و در نتیجه منجر به مهار تولید سایتوکاین‌های پیش التهابی می‌شود.
مکانیسم احتمالی دوم از طریق سرکوب بیان ژن TNF-alpha و در نتیجه عدم افزایش آن مطرح می‌شود.